# Neoptòlem d'Atenes
Neoptòlem d'Atenes (Neoptolemus, Νεοπτόλεμος) fou un poeta tràgic i polític atenenc del segle iv aC. Actuava als jocs de l'any 336 aC (si Flavi Josep té raó interpretava una tragèdia sobre Cínires i Mirra), en els quals Filip II de Macedònia fou assassinat. Va escriure també sobre aquesta mort.
Com a polític atenenc va participar activament a les negociacions entre Atenes i el Regne de Macedònia. Inicialment sense adscripció, finalment va abraçar el partit favorable a Macedònia i es va establir a la cort del rei, abandonant Atenes.